# 제10대 달라이 라마
취침갸초(티베트어: ཚུལ་ཁྲིམ་རྒྱ་མཚོ་, 1816년 ~ 1837년)는 제10대 달라이 라마이다.
티베트 동부의 중산층 가정에서 태어났다. 1820년에 제9대 달라이 라마의 환생자로 인정받았고, 1822년 포탈라 궁에서 10대 달라이 라마로 즉위하였다. 취침갸초는 전대 달라이 라마가 서거하고 8년이나 지난 후에 새로운 달라이 라마로 즉위하였는데, 이는 당시 티베트를 둘러싼 복잡한 정치적 상황 때문이었다.
1822년, 그는 포탈라 궁에 있는 황금 옥좌에 올랐고, 판첸 라마에게 '취침갸초'라는 이름을 정식으로 받았다. 후에 판첸 라마는 취침갸초에게 겔룩파의 맹세를 시키기도 하였다. 1826년에 그는 드레풍 사원에 들어갔고, 티베트의 학문에 통달하였다. 그는 그의 일생동안 티베트 불교의 교리를 더욱 자세히 탐구하고자 노력하였다.
1831년, 취침갸초는 19살의 나이에 포탈라 궁의 재건을 명했고, 같은 해에 판첸 라마에 의해 겔룩파에 정식으로 입문하게 되었다. 그는 티베트의 경제 구조를 정비하려 하였으나, 불행히도 그의 계획이 실현되는 것을 지켜볼 만큼 오래 살지 못했다. 취침갸초는 생애 내내 건강이 안좋았으며, 1837년에 선종했다.
| 전임 룽독갸초 | 제10대 달라이 라마 1822년 ~ 1837년 | 후임 케줍갸초 |